# Chiffa
Chiffa (en arabe : الشفة, berbère : Ccifet, tifinagh : ⵛⵉⴼⴼⴻⵜ, anciennement La Chiffa pendant la colonisation française), est une commune de la wilaya de Blida en Algérie.

## Géographie

### Localisation
La commune de Chiffa est située à l'ouest de la wilaya de Blida, à environ 06 km à l'ouest de Blida, à environ 55 km au sud-ouest d'Alger et à environ 33 km au nord de Médéa
| Mouzaïa    | Mouzaïa, Oued Alleug         | Blida   |
| Aïn Romana | Chiffa                       | Bouarfa |
| Aïn Romana | Tamesguida (Wilaya de Médéa) | Bouarfa |

### Relief et hydrologie
La ville de Chiffa se trouve au bord de la rivière du même nom, au nord de la Mitidja et au pied de l'Atlas tellien. En amont de la ville se trouvent les gorges de la Chiffa ou vivent des singes magots ou macaque berbère (Macaca sylvanus). Dans ces gorges se trouve le ruisseau des singes.

### Localités de la commune
Lors du découpage administratif de 1984, la commune de Chiffa est constituée à partir des localités suivantes :
- Chiffa
- Sidi Madani
- Oued bouinen
- Centre Sept Martyrs
- Sidi Yahia
- Cité Khadoudja
- Village socialiste agricole Ahl El Oued Ethnia

## Histoire
À l'époque coloniale française, la ville portait le nom: La Chiffa et faisait partie du département d'Alger.

## Évolution démographique
| 1884 | 1892 | 1897 | 1902 | 2008   |
| ---- | ---- | ---- | ---- | ------ |
| 522  | 700  | 802  | 827  | 34 268 |